# Ривлин, Элис
Элис Митчелл Ривлин (4 марта 1931, Филадельфия — 14 мая 2019) — американский экономист и педагог. Дочь физика Алана Митчелла и внучка астронома Самуэля Альфреда Митчелла. Была экономистом и чиновником. Она занимала пост 16-го вице-председателя Федеральной резервной системы с 1996 по 1999 год. До своего назначения в Федеральную резервную систему Ривлин была назначена директором Административно-бюджетного управления в администрации Клинтона с 1994 по 1996 год. До этого она была сыграла важную роль в создании Бюджетного управления Конгресса и была его директором-основателем с 1975 по 1983 год. Член Демократической партии Ривлин была первой женщиной, занявшей любой из этих постов.

## Биография
Джорджианна Элис Митчелл родилась в Филадельфии. Выросла в Блумингтоне, штат Индиана, где её отец работал на факультете Университета Индианы. Она недолго посещала среднюю школу университета в Блумингтоне, прежде чем поступила в среднюю школу Мадейры. Затем она продолжила обучение в колледже Брин-Мор. Изначально хотела специализироваться на истории, но после прохождения курса экономики в Университете Индианы она решила сменить специализацию на экономику.
Ривлин получила степень бакалавра искусств в 1952 году, написав диссертацию по экономической интеграции Западной Европы, а по окончании учёбы она переехала в Европу, где работала над планом Маршалла. Первоначально Ривлин хотела поступить в аспирантуру по государственному управлению, но ей отказали на том основании, что она была женщиной брачного возраста. Ривлин получила докторскую степень по экономике в Колледже Рэдклиффа Гарвардского университета в 1958 году.
Преподавала в университете Джорджа Мэйсона, Нью-Йоркском университете. Президент Американской экономической ассоциации (1986).
17 октября 1994 — 26 апреля 1996 — директор Административно-бюджетного управления.
25 июня 1996 — 16 июля 1999 — заместитель председателя Федеральной резервной системы.
В 1955 году она вышла замуж за бывшего поверенного Министерства юстиции Льюиса Аллена Ривлина из семьи Ривлин, от которого у неё было трое детей. Они развелись в 1977 году, хотя она профессионально сохранила его фамилию.
С 1989 года замужем (вторым браком) за известным экономистом С. Дж. Уинтером. Она умерла в Вашингтоне, округ Колумбия, 14 мая 2019 года в возрасте 88 лет.

## Карьера
Элис Ривлин несколько раз была связана с Институтом Брукингса, в том числе в 1957—1966, 1969—1975, 1983—1993 и 1999 годах до своей смерти. Она была приглашенным профессором в Школе государственной политики Маккорта Джорджтаунского университета. С 1968 по 1969 год она была назначена президентом Линдоном Б. Джонсоном помощником секретаря по планированию и оценке Министерства здравоохранения, образования и социального обеспечения США. В 1971 году она написала книгу «Систематическое мышление для социальных действий». В 1973 году была избрана членом Американской академии искусств и наук.
Ривлин был первым директором недавно созданного Бюджетного управления Конгресса (CBO) в 1975—1983 годах. Как глава CBO, она была настойчивым и громогласным критиком Рейганомики. Она назвала стипендиатом Макартура 1983 года в знак признания её роли создателя CBO.
С 1993 по 1994 год работала заместителем директора, а с 1994 по 1996 год директором Административно-бюджетного управления в администрации Клинтона. Президент Клинтон назначил её заместителем председателя Федеральной резервной системы с 1996 по 1999 год. После утверждения Ривлин стала самой высокопоставленной женщиной в истории Федеральной резервной системы того времени. Она также была председателем Управления финансовой ответственности и управленческой помощи округа Колумбия с 1998 по 2001 год.
В 2012 году она получила премию «Прародительница» от Национального исследовательского центра женщин и семьи.
Ривлин входила в совет директоров Национального института гражданского дискурса (NICD). Институт был создан в Аризонском университете после трагического расстрела бывшей конгрессменши Габриэль Гиффордс в 2011 году, в результате которого погибли 6 человек и 13 получили ранения.

### Панели по сокращению долга/финансовому управлению в 2010 году
Ривлин и бывший сенатор Пит Доменичи (республиканец от штата Нью-Мексико) были назначены в январе 2010 года председателями Целевой группы по сокращению долга, спонсируемой Двухпартийным политическим центром в Вашингтоне, округ Колумбия.
Вскоре после этого Ривлин была назначена президентом Обамой в его двухпартийную Национальную комиссию по финансовой ответственности и реформам, состоящую из 18 членов, возглавляемую бывшим сенатором Аланом К. Симпсоном и бывшим главой аппарата Белого дома Эрскином Боулзом, широко известная как Комиссия Симпсона-Боулза. Состав группы составляет ещё три члена, назначаемые президентом, шесть членов Палаты представителей Соединённых Штатов и шесть членов Сената Соединённых Штатов. Комиссия впервые собралась 27 апреля 2010 года, и крайний срок представления отчёта был установлен в декабре. Медицинский компонент общей Проблема финансового управления на федеральном уровне и уровне штатов в США была рассмотрена группой экспертов, в том числе Ривлин, на шоу Дайан Рем в июне.
Вместе с бывшим генеральным контролёром Дэвидом Уокером Ривлин станцевал гарлемский шейк в видео, снятом беспристрастной группой The Can Kicks Back, целью которой является организация миллениалов для оказания давления на законодателей с целью решения проблемы долга США в размере 16,4 триллиона долларов. Видео заканчивается тем, что она обращается с назойливой мольбой к двадцатилетним, сидящим в комнате: «Нет никаких танцев вокруг того факта, что нужно сделать больше быстро, чтобы уменьшить наш будущий долг. Но нашим лидерам нужно услышать вас».

### Научная деятельность
Не работая в правительстве, доктор Ривлин был старшим научным сотрудником по экономическим исследованиям в Брукингском институте и приглашенным профессором в Школе государственной политики Маккорта Джорджтаунского университета. Она была известным экспертом по федеральному бюджету США и макроэкономической политике; и сопредседательствовала вместе с сенатором США в отставке Питом Доменичи Целевой группы по сокращению долга Двухпартийного политического центра.

## Награды
- Премия «Золотая пластина» Американской академии достижений, 1987 год[19]
- Первый лауреат премии Кэролайн Шоу Белл, 1998 год[20]
- Лауреат премии Дэниела Патрика Мойнихана 2008 года[21] Американской академии политических и социальных наук.
- Премия праматери от Национального центра исследований в области здравоохранения, 2012 год[22]
- Один из членов первого класса Зала славы правительства, 2019 год, посмертно[23]

## Основные произведения
- «Свободные деньги» (Free Money, 2004);
- «Как сбалансировать бюджет» (How to Balance the Budget, 2004).